# Product Placement
Product Placement – trzeci album Kamila Piotrowicza, a drugi nagrany w sekstecie. Ukazał się 26 października 2018 pod szyldem nowej wytwórni Howard Records. Kompozycje są autorstwa Piotrowicza i powstawały w Gdańsku, Kopenhadze, Warszawie i w Nowym Jorku.
Album uzyskał nominację do Fryderyka 2019 w kategorii „Album Roku Jazz”.

## Kamil Piotrowicz Sextet
Opracowano na podstawie materiału źródłowego.
- Kamil Piotrowicz – fortepian, make noise 0-coast syntezator, kompozycje
- Kuba Więcek – saksofon altowy
- Piotr Chęcki – saksofon barytonowy
- Emil Miszk – trąbka
- Andrzej Święs – kontrabas
- Krzysztof Szmańda – perkusja, wibrafon

## Lista utworów
Opracowano na podstawie materiału źródłowego.
1. „Lucid Dreaming I” – 5:55
2. „Bubble” – 3:08
3. „Intentions” – 18:31
4. „Wesele (Wedding)” – 4:30
5. „Lucid Dreaming III” – 3:17
6. „Product Placement” – 5:04
7. „Crystal” – 5:04
8. „(Bonus)” – 1:40